# Ficus forstenii
Ficus forstenii är en mullbärsväxtart som beskrevs av Friedrich Anton Wilhelm Miquel. Ficus forstenii ingår i släktet fikonsläktet, och familjen mullbärsväxter. Inga underarter finns listade i Catalogue of Life.